# Nicolas Isimat-Mirin
Nicolas Johnny Isimat-Mirin (Meudon, 15 november 1991) is een Frans voetballer van Guadeloupse afkomst die doorgaans als centrale verdediger speelt. Isimat-Mirin verruilde in de winter van 2022/23 Sporting Kansas City voor Vitesse.

## Clubcarrière

### Valenciennes
Isimat-Mirin speelde in de jeugd bij achtereenvolgens US Roissy-en-Brie, INF Clairefontaine, Stade Rennais en Valenciennes. Trainer Philippe Montanier haalde hem in september 2010 bij laatstgenoemde club bij de selectie van het eerste elftal. Hij maakte vervolgens op 21 september 2010 zijn debuut in het betaald voetbal, in een wedstrijd in het toernooi om de Coupe de la Ligue tegen Nîmes Olympique. Isimat-Mirin tekende op 19 oktober 2010 zijn eerste profcontract bij Valenciennes, waarmee hij zich tot juli 2014 aan de club verbond. Op 20 november 2011 was hij tegen AJ Auxerre goed voor een doelpunt en een assist, zijn eersten in de Ligue 1 en voor Valenciennes. Hij speelde 36 wedstrijden dat seizoen en miste in alle competities slechts zeven wedstrijden. Ook in zijn derde en laatste seizoen bij Valenciennes was Isimat-Mirin onbetwist basisspeler. Hij speelde 31 wedstrijden en eindigde keurig in de middenmoot van de Ligue 1. In totaal kwam Isimat-Mirin in drie seizoenen voor Valenciennes tot 80 wedstrijden, waarin hij goed was voor twee goals en twee assists.

### AS Monaco
Isimat-Mirin tekende in juli 2013 een vierjarig contract bij AS Monaco, de kampioen van de Ligue 2 in het voorgaande seizoen. Dat betaalde vier miljoen euro voor hem aan Valenciennes. AS Monaco had op dat moment ook Ricardo Carvalho, Fabinho en Layvin Kurzawa, Éric Abidal en Andrea Raggi in dienst, van wie hij de concurrentiestrijd voor een plek in de verdediging verloor. Hij maakte op 30 november als invaller tegen Stade Rennais zijn debuut voor AS Monaco, als invaller voor Abidal. Die wedstrijd stond hij met onder meer Anthony Martial en James Rodríguez in het veld. Op 15 februari 2024 stond hij in de competitie voor het eerst in de basis van AS Monaco. Hij kwam dat seizoen tot elf wedstrijden, waarvan vijf in de competitie.

### PSV
AS Monaco verhuurde Isimat-Mirin gedurende het seizoen 2014/15 aan PSV. Daar werd hij in eerste instantie reservespeler achter de centrale verdedigers Karim Rekik en Jeffrey Bruma, maar toen die twee met blessures kampten, begon hij steeds vaker in de basiself. In dienst van de Eindhovense club debuteerde hij dat jaar in de Europa League. Isimat-Mirin maakte op zondag 15 maart zijn eerste doelpunt voor PSV. In een competitiewedstrijd thuis tegen FC Groningen schoot hij in de 66ste minuut de 2-1 binnen. Dit bleek tevens de winnende goal. Op 18 april 2015 vierde Isimat-Mirin met PSV het behalen van het landskampioenschap. Bij de huldiging van de spelersgroep in Eindhoven speelde hij met zijn gezang een prominente rol, wat hem bij een aantal supporters een cultstatus bezorgde, met eerbetonen op het internet en persiflages tot gevolg. Hij nam naar aanleiding van zijn act op het kampioensfeest een nummer op met DJ Marvega, Come On PeeSjeVee!

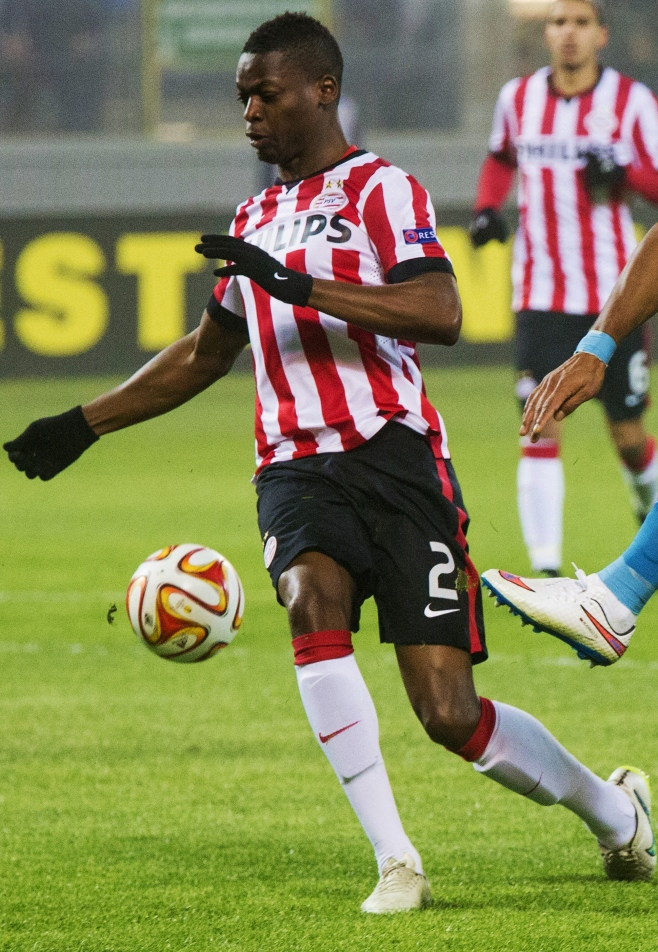
Isimat-Mirin namens PSV in 2015

Isimat-Mirin verruilde Monaco in juni 2015 definitief voor PSV, waar hij een contract tot medio 2019 tekende. Hij bleef bij de Eindhovense club voornamelijk reserve, nu achter Bruma en de nieuw aangetrokken Héctor Moreno. Voor die arriveerde won hij als basisspeler de Johan Cruijff Schaal. Ook debuteerde hij dat seizoen in de Champions League, waarin hij speelde in wedstrijden tegen CSKA Moskou, VfL Wolfsburg, Manchester United en Atlético Madrid. Isimat-Mirin werd op 8 mei 2016 voor de tweede keer op rij landskampioen met PSV. De club begon deze keer aan de laatste speelronde van het seizoen met evenveel punten als Ajax, maar met een doelsaldo dat zes doelpunten minder was. PSV won die dag vervolgens met 1-3 uit bij PEC Zwolle, terwijl Ajax uit bij De Graafschap met 1-1 gelijkspeelde.
Nadat Bruma vertrok, concurreerde Isimat-Mirin in het seizoen 2016/17 met nieuwkomer Daniel Schwaab voor een basisplaats centraal achterin. Trainer Phillip Cocu veranderde dat jaar een paar keer van voorkeur, maar verkoos meestal de Fransman. PSV eindigde dat seizoen als derde. Schwaab en Isimat-Mirin vormden in het seizoen 2017/18 samen het centrale duo achterin bij PSV. De Fransman werd dat jaar voor de derde keer landskampioen met de club. Nadat Mark van Bommel in juni 2018 Cocu opvolgde als PSV-coach, verloor Isimat-Mirin zijn basisplaats aan nieuwkomer Nick Viergever. Hij speelde op 22 december 2018 zijn eerste wedstrijd van het seizoen, maar ook zijn laatste in dienst van PSV. Hij kwam in vier jaar tot 130 wedstrijden voor de Eindhovenaren, waarin hij goed was voor zes doelpunten en één assist.

### Beşiktaş JK
Hij tekende in januari 2019 vervolgens een contract tot medio 2022 bij Beşiktaş JK. Isimat-Mirin debuteerde op 18 januari in de hoofdmacht van Beşiktaş JK, in een met 0–3 gewonnen uitwedstrijd tegen Akhisar Belediyespor, in de Süper Lig. Hij speelde dat seizoen veertien competitiewedstrijden voor Beşiktaş JK. 

### Toulouse
Besiktas verhuurde hem in het seizoen 2019/20 aan Toulouse FC. Voor die club maakte hij op 21 september zijn debuut een 1-0 nederlaag tegen Nîmes Olympique. Op 18 december was hij in de bekerwedstrijd tegen Olympique Lyonnais aanvoerder van Toulouse, hoewel zijn ploeg met 4-1 verloor. Op 7 februari scoorde hij tegen RC Strasbourg zijn eerste en enige doelpunt voor Toulouse. Halverwege het seizoen kwam hij minder aan spelen toe en toen de Ligue 1 in maart 2020 werd afgebroken wegens de Coronacrisis, keerde Isimat-Mirin terug bij Besiktas. Daar stond hij vervolgens nog een halfjaar onder contract zonder er aan speelminuten te komen. In februari 2021 werd zijn contract bij Beşiktaş JK ontbonden.

### Sporting Kansas City

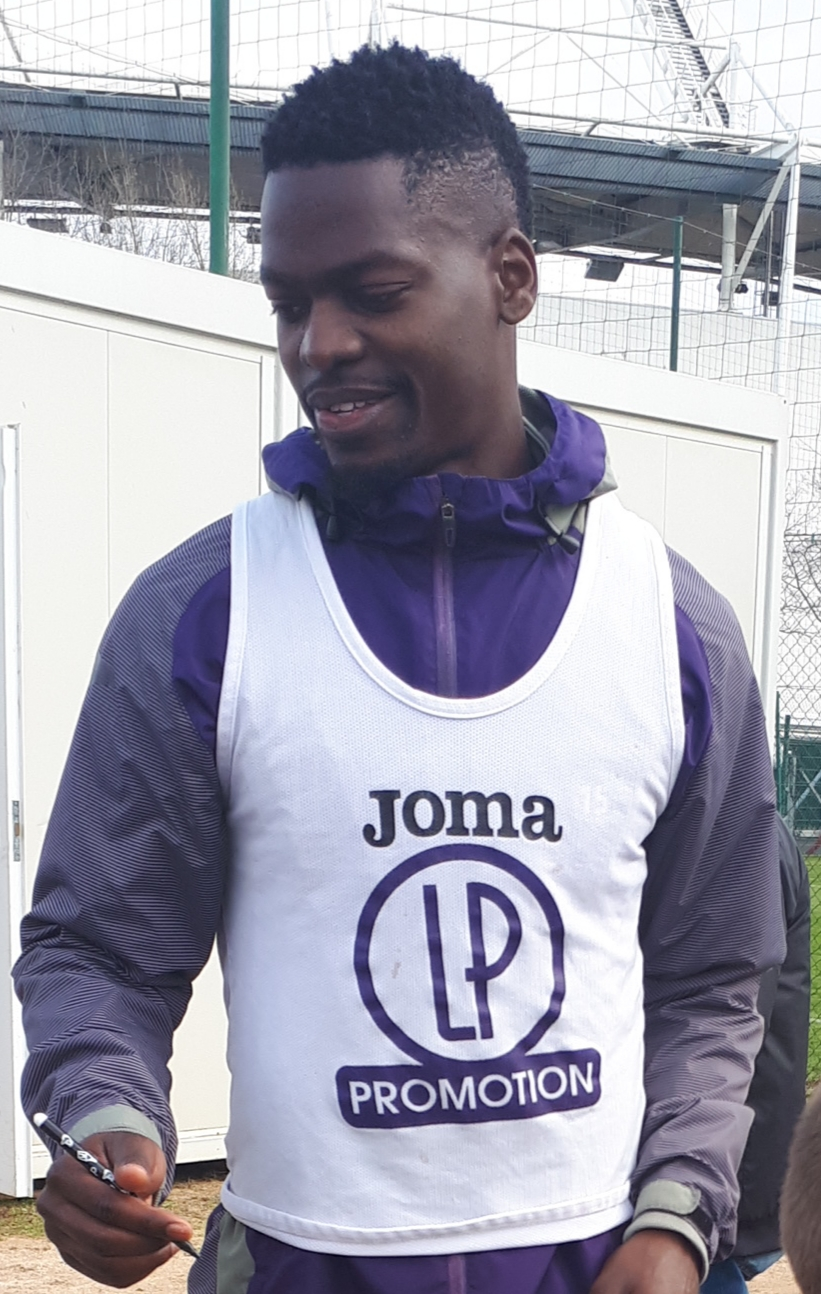
Isimat-Mirin tijdens zijn periode bij Toulouse FC (2020)

Vervolgens verbond hij zich aan Sporting Kansas City in de Amerikaanse Major League Soccer. Daar maakte hij op 18 april 2021 tegen New York Red Bulls zijn debuut. Op 20 november maakte hij tegen Vancouver Whitecaps zijn eerste doelpunt voor Sporting Kansas City. Daar verliep eind 2022 zijn contract. Hij speelde twee jaar in Amerika en kwam daarin tot 46 wedstrijden en één doelpunt.

### Vitesse
Op 10 januari 2023 tekende de transfervrije Isimat-Mirin een contract tot medio 2024 bij Vitesse, met een optie voor een extra seizoen. Daar werd hij herenigd met trainer Cocu, waarmee hij eerder bij PSV samenwerkte. Isimat-Mirin had sinds zijn vertrek bij PSV altijd de wens om nog eens terug te keren naar Nederland, waar hij in de tussenliggende periode nog altijd over een woning beschikte. Op 25 januari maakte hij tegen FC Twente als invaller zijn debuut voor Vitesse.
Op 12 februari speelde hij tegen FC Utrecht voor het eerst 90 minuten en hij hield meteen de nul. Op 11 augustus begon hij het nieuwe seizoen tegen FC Volendam met de aanvoerdersband om zijn arm. Dit bij afwezigheid van vaste eerste aanvoerder Marco van Ginkel. Op 10 februari 2024 pakte hij bij een 1-2 voorsprong op Heracles Almelo vlak voor rust een rode kaart, waarna Vitesse met 2-3 verloor. Nadat hij zijn schorsing had uitgezeten, nam hij op 25 februari tegen Excelsior Rotterdam sportieve revanche door in de 86'ste minuut de winnende 1-2 binnen te koppen. Toch was dit na 23 speelrondes slechts de vierde overwinning van het seizoen: Vitesse streed het hele seizoen tegen degradatie, maar slaagde er niet van de laatste plaats af te komen. Isimat-Mirin vertrok vervolgens transfervrij na de degradatie en zette zijn loopbaan voort in Griekenland bij GS Kallithea.

## Clubstatistieken
| Seizoen                    | Club                 | Competitie      | Competitie | Competitie | Beker | Beker | Overig | Overig | Totaal | Totaal |
| Seizoen                    | Club                 | Competitie      | Wed.       | Dlp.       | Wed.  | Dlp.  | Wed.   | Dlp.   | Wed.   | Dlp.   |
| -------------------------- | -------------------- | --------------- | ---------- | ---------- | ----- | ----- | ------ | ------ | ------ | ------ |
| 2010/11                    | Valenciennes         | Ligue 1         | 10         | 0          | 3     | 0     | —      | —      | 13     | 0      |
| 2011/12                    | Valenciennes         | Ligue 1         | 34         | 1          | 2     | 1     | —      | —      | 36     | 2      |
| 2012/13                    | Valenciennes         | Ligue 1         | 29         | 0          | 2     | 0     | —      | —      | 31     | 0      |
| 2013/14                    | AS Monaco            | Ligue 1         | 6          | 0          | 5     | 0     | —      | —      | 11     | 0      |
| 2014/15                    | → PSV                | Eredivisie      | 15         | 1          | 3     | 0     | 6      | 0      | 24     | 1      |
| 2015/16                    | PSV                  | Eredivisie      | 17         | 0          | 3     | 0     | 6      | 0      | 26     | 0      |
| 2016/17                    | PSV                  | Eredivisie      | 28         | 2          | 2     | 0     | 7      | 0      | 37     | 2      |
| 2017/18                    | PSV                  | Eredivisie      | 32         | 1          | 3     | 1     | 2      | 0      | 37     | 2      |
| 2018/19                    | PSV                  | Eredivisie      | 1          | 0          | 2     | 1     | 3      | 0      | 6      | 1      |
| 2018/19                    | Beşiktaş             | Süper Lig       | 14         | 0          | 0     | 0     | —      | —      | 14     | 0      |
| 2019/20                    | → Toulouse           | Ligue 1         | 14         | 1          | 2     | 0     | —      | —      | 16     | 1      |
| 2020/21                    | Beşiktaş             | Süper Lig       | 0          | 0          | 0     | 0     | —      | —      | 0      | 0      |
| 2021                       | Sporting Kansas City | MLS             | 13         | 0          | 0     | 0     | 2      | 1      | 15     | 1      |
| 2022                       | Sporting Kansas City | MLS             | 28         | 0          | 3     | 0     | —      | —      | 31     | 0      |
| 2022/23                    | Vitesse              | Eredivisie      | 16         | 0          | 0     | 0     | —      | —      | 16     | 0      |
| 2023/24                    | Vitesse              | Eredivisie      | 27         | 1          | 3     | 0     | —      | —      | 30     | 1      |
| Carrière totaal            | Carrière totaal      | Carrière totaal | 284        | 7          | 33    | 3     | 26     | 1      | 343    | 11     |
| Bijgewerkt op 8 juli 2024. |                      |                 |            |            |       |       |        |        |        |        |

## Interlandcarrière
Isimat-Mirin speelde vijf wedstrijden voor Frankrijk Onder 20 en drie wedstrijden voor Frankrijk Onder 21.

## Erelijst
| Kampioen Eredivisie  | 3x | 2014/15, 2015/16, 2017/18 |
| Johan Cruijff Schaal | 2x | 2015, 2016                |